# Gonioneura exserta
Gonioneura exserta är en tvåvingeart som beskrevs av Marshall 1982. Gonioneura exserta ingår i släktet Gonioneura och familjen hoppflugor. Inga underarter finns listade i Catalogue of Life.